# Tesoura de pescoço
La tesoura de pescoço (litt. « ciseaux de cou » en portugais) est un mouvement déséquilibrant de capoeira qui consiste à saisir l'adversaire au cou avec les jambes avant de pivoter le corps pour le faire tomber. Cette technique peut se réaliser au sol en s'appuyant sur les mains (à condition que l'adversaire soit dans une position proche du sol),, ou en l'air en sautant à sa gorge. Il n'y a pas de méthode particulière pour saisir le cou entre les chevilles, cela dépend du contexte de jeu.
L'une des prises du personnage d'Eddy Gordo du jeu vidéo Tekken est une « tesoura de pescoço do aú », sorte de tesoura de pescoço partant d'une roue, mélange entre la tesoura do pescoço et la tesoura do aú.